# Vojens
Vojens é um município da Dinamarca, localizado na região sul, no condado de Sonderjutlândia.
O município tem uma área de 298 km² e uma  população de 16 792 habitantes, segundo o censo de 2005.